# Swim Open Stockholm
Swim Open Stockholm är en årlig internationell simidrottstävling på Eriksdalsbadet i Stockholm inom idrotten simning. Tävlingen grundades 2016 och genomförs i 50-metersbassäng. 2020 ställdes tävlingen in på grund av Corona-pandemin.

## Swim Open Stockholm 2016
Den första upplagan av Swim Open Stockholm genomfördes på Eriksdalsbadet i Stockholm den 30 mars till 2 april 2016. Tävlingen användes som kvaltävling till både EM i simning i maj 2016 och Olympiska Spelen i Rio de Janerio i augusti 2016. Tävlingen hade en total prissumma på €80 000 och toppsimmare som Sarah Sjöström, Ruta Meilutyte, Marco Koch, Radoslaw Kawecki, Cameron Van Der Burgh, Ari-Pekka Liokkonen, Henrik Christiansen, Simon Sjödin och Giedrius Titenis deltog.

## Swim Open Stockholm 2017
Den andra upplagan av Swim Open genomfördes 8-11 april 2017 och tog emot 900 simmare varav ett 20-tal olympiska- världs- eller europamästare inklusive: Sarah Sjöström, Pernille Blume, Katinka Hosszu, Michelle Coleman, Ruta Meilutyte, Franziska Hentke, Jennie Johansson, Simon Sjödin, Rikke Möller Pedersen, Henrik Christiansen, Giedrius Titenis, Erik Persson, Lotte Friis och Victor Johansson. Prissumman för Bästa Prestation på dam- och herrsidan var €7 500. 
Svenska rekord på Swim Open Stockholm 2017:
- Erik Persson, Kungsbacka Simsällskap, 200 meter bröstsim med tiden 2.07,85[3]
- Erik Persson, Kungsbacka Simsällskap, 100 meter bröstim med tiden 1.00,39[4]
- Johannes Skagius, Sundsvalls Simsällskap, 100 meter bröstsim med tiden 1.00,66[4] (i försökstävlingen)
- Gustav Hökfält, Simklubben Neptun, 50 meter ryggsim med tiden 25,34[4]
- Jennie Johansson, Simklubben Neptun, 100 bröstsim med tiden 1.06,30[5]
- Sarah Sjöström, Södertörns Simsällskap, 100 meter frisim med tiden 52.54[5]
- Sarah Sjöström, Södertörns Simsällskap, 50 meter frisim med tiden 23.83[6]

## Swim Open Stockholm 2018
Swim Open Stockholm 2018 genomfördes den 5-8 april 2018 med simmare från drygt 20 länder inklusive runt 70 simmare med medaljer från internationella mästerskap såsom Sarah Sjöström, Franziska Henkte, Pieter Timmers, Giedrius Titenis, Sarah Köhler och Danas Rapsys.
Svenska rekord på Swim Open Stockholm 2018:
- Victor Johansson, Jönköping Simsällskap, 1500 meter frisim med tiden 15.03,74[7]
- Adam Paulsson, Simklubben Elfsborg, 400 meter medley med tiden 4.18,09[8]
- Gustav Hökfelt, Simklubben Neptun, 100 ryggsim med tiden 54,76[8]
- Victor Johansson, Jönköpings Simsällskap, 800 meter frisim med tiden 7.49,77[9]

## Swim Open Stockholm 2019
Swim Open Stockholm 2019 genomfördes den 12-15 april 2019 och var en del av Nordic Swim Tour 2019. Prispengarna uppgick till €64 000. Kända toppsimmare som Michelle Coleman, Sarah Sjöström, Erik Persson, Katinka Hozzsu, Marco Koch, Philip Heintz, Henrik Christiansen och Tomoe Zenimoto Hvas deltog.

## Swim Open Stockholm 2020
Swim Open Stockholm 2020 ställdes in på grund av Corona-pandemin. 

## Swim Open Stockholm 2021
Swim Open Stockholm 2021 ska genomföras på Eriksdalsbadet i Stockholm den 8-11 april 2021. Prispengarna uppgår till €38 000. Med anledning av nuvarande restriktioner kopplat till nuvarande situation kring Covid-19 kommer anpassade regler tillämpas för deltagande. 